# Andreas Hausheer
Andreas Hausheer (* 7. Februar 1973) ist ein Schweizer Politiker (Die Mitte, vormals  CVP). Er wurde am 10. August 2025 neu in den Regierungsrat des Kantons Zug gewählt und wird das Amt voraussichtlich am 2. Oktober 2025 antreten.

## Politik
Von 2007 bis 2024 war Hausheer Mitglied des Kantonsrats des Kantons Zug. Seit 2023 ist er Gemeindepräsident von Steinhausen. Am 10. August 2025 wurde er im zweiten Wahlgang in den Regierungsrat des Kantons Zug gewählt. Die Ersatzwahl wurde nötig, da Martin Pfister im März 2025 in den Bundesrat gewählt wurde.

## Privates
Hausheer wohnt in Steinhausen, ist verheiratet und  Vater eines Sohnes.